# Renate Lingor
Renate Lingor (nacida el 11 de octubre de 1975 en Karlsruhe, Alemania) es una exfutbolista internacional alemana, que jugaba como mediocampista o delantera.

## Carrera
Lingor empezó a jugar al fútbol en 1981 con el SV Blankenloch a los seis años; en 1983 se unió el equipo juvenil del Karlsruher SC. A los 14 firmó con el SC Klinge Seckach, donde empezó su carrera profesional en la Bundesliga alemana. A pesar de varias ofertas de equipos alemanes de divisiones superiores se quedó allí hasta 1997, año en el que se unió al 1. FFC Frankfurt. Su posición es en el centro del mediocampo. Es conocida por su técnica, su capacidad de leer un juego y sus tiros libres. Se retiró después de la temporada 2007–08.

## Carrera internacional
Antes de su primera aparición en la selección alemana en 1995 Lingor jugó 19 partidos para el sub-20. Desde entonces ha sido miembro constante del equipo que ganó varios títulos internacionales. 
Debutó en la selección absoluta en la clasificación para la Eurocopa 1997. Entró a los 62' del partido contra Eslovaquia en Bratislava en sustitución de Martina Voss el 25 de octubre de 1995, en un partido que terminó con victoria 3-0.
El DT alemán Gero Bisanz la convocó por primera vez para un torneo internacional en 1996 en los Juegos Olímpicos de Atlanta, la primera edición en la que hubo fútbol femenino. Lingor solo jugó en la derrota en primera fase grupo 3-2 ante Noruega, que sería decisiva para la eliminación de las alemanas.
A pesar de las 5 apariciones en la clasificación, la nueva entrenadora Tina Theune no la llamó para el Campeonato de Europa de 1997, donde Alemania sería nuevamente campeona, tras el éxito dos años antes. Marcó su primer gol internacional el 14 de febrero de 1999, el 10-0 en el minuto 70 en la victoria por 12-1 en un amistoso en Estambul contra Turquía.
En el mismo año participa en su primer campeonato mundial, en Estados Unidos, disputando tres de los cuatro partidos disputados por Alemania, eliminada en cuartos de final por los entonces campeones mundiales de Estados Unidos, anotando un gol en el partido ganado por 6-0 en la fase de grupos ante México. Al año siguiente, en los Juegos Olímpicos de Sídney 2000, ganó la medalla de bronce, jugando todos los partidos, excepto la semifinal perdida contra Noruega, y marcando dos goles: en la fase de grupos ante Australia y en el partido por el bronce contra Brasil.
2001 es el año de su primer título, obtenido en la Eurocopa. Jugó los cinco partidos, anotando en fase de grupos contra Inglaterra. Este título se consiguió  gracias a la victoria en la prórroga ante Suecia con gol de oro de Claudia Müller. Otro éxito llega en el Mundial 2003, de nuevo en EE. UU., el primer título mundial de las alemanas, al que Lingor contribuyó disputando los seis partidos, incluida la final, ganada de nuevo ante Suecia, y de nuevo gracias a un gol de oro, esta vez de Nia Künzer.
En Atenas 2004 obtuvo otro bronce, una vez más disputando todos los partidos, incluida la semifinal perdida en la prórroga con Estados Unidos y el partido por el bronce: otra victoria ante Suecia, obtenida gracias a un gol suyo (había marcado otro en el grupo contra China). Al año siguiente cruzó la línea de los cien partidos internacionales, en la victoria por 4-0 sobre Noruega en Silves en la Copa Algarve el 11 de marzo.
En el mismo año llegó el segundo triunfo europeo, en Inglaterra, y Lingor jugó todos los partidos, anotando en fase de grupos ante Francia y en el 3-1 en la final ante Noruega. Tras esto, en 2007 llega el bicampeonato mundial en china, dirigidas por su excompañera Silvia Neid. Una vez más jugó los seis partidos, ganados sin encajar un gol, y anotó 4 goles: un doblete ante Argentina y un gol ante Japón en primera fase, y uno en cuartos de final con Corea del Norte. Las alemanas vencieron a Brasil 2-0 en la final. Lingor fue incluida en el equipo ideal del torneo.
Cerró su carrera de una década tras Pekín 2008, donde obtuvo su tercera medalla de bronce, tras disputar los seis partidos, siendo el partido ante Japón su última presencia con Alemania. En su carrera acumuló con 149 apariciones y 35 goles, lo que la convierte en el sexta jugadora con más presencias y la undécima por número de goles.

## Trayectoria

### Clubes
- FFC Frankfurt
- SC Klinge-Seckach
- DFC Eggenstein
- Karlsruher SC
- SV Blankenloch.

## Palmarés
1. FFC Frankfurt
- Liga de Campeones de la UEFA: 2002, 2006, 2008
- Bundesliga: 1999, 2001, 2002, 2003, 2005, 2007, 2008
- DFB-Pokal: 1999, 2000, 2001, 2002, 2003, 2007, 2008
- DFB-Hallenpokal: 1997, 1998, 1999, 2002, 2006, 2007

Alemania
- Copa Mundial de la FIFA: 2003, 2007
- Eurocopa: 1997, 2001, 2005
- Fútbol en los Juegos Olímpicos: medalla de Bronce 2000, 2004, 2008

Individual
- Copa Mundial de la FIFA 2007: equipo ideal
- Premio Jugadora Mundial de la FIFA 2006: Nominada junto con Marta (Brasil) y Kristine Lilly (EE. UU.)